# Symplocos lanata
Symplocos lanata är en tvåhjärtbladig växtart som beskrevs av Carl Karl Wilhelm Leopold Krug och Urban. Symplocos lanata ingår i släktet Symplocos och familjen Symplocaceae. Inga underarter finns listade i Catalogue of Life.